# Urs Eggli

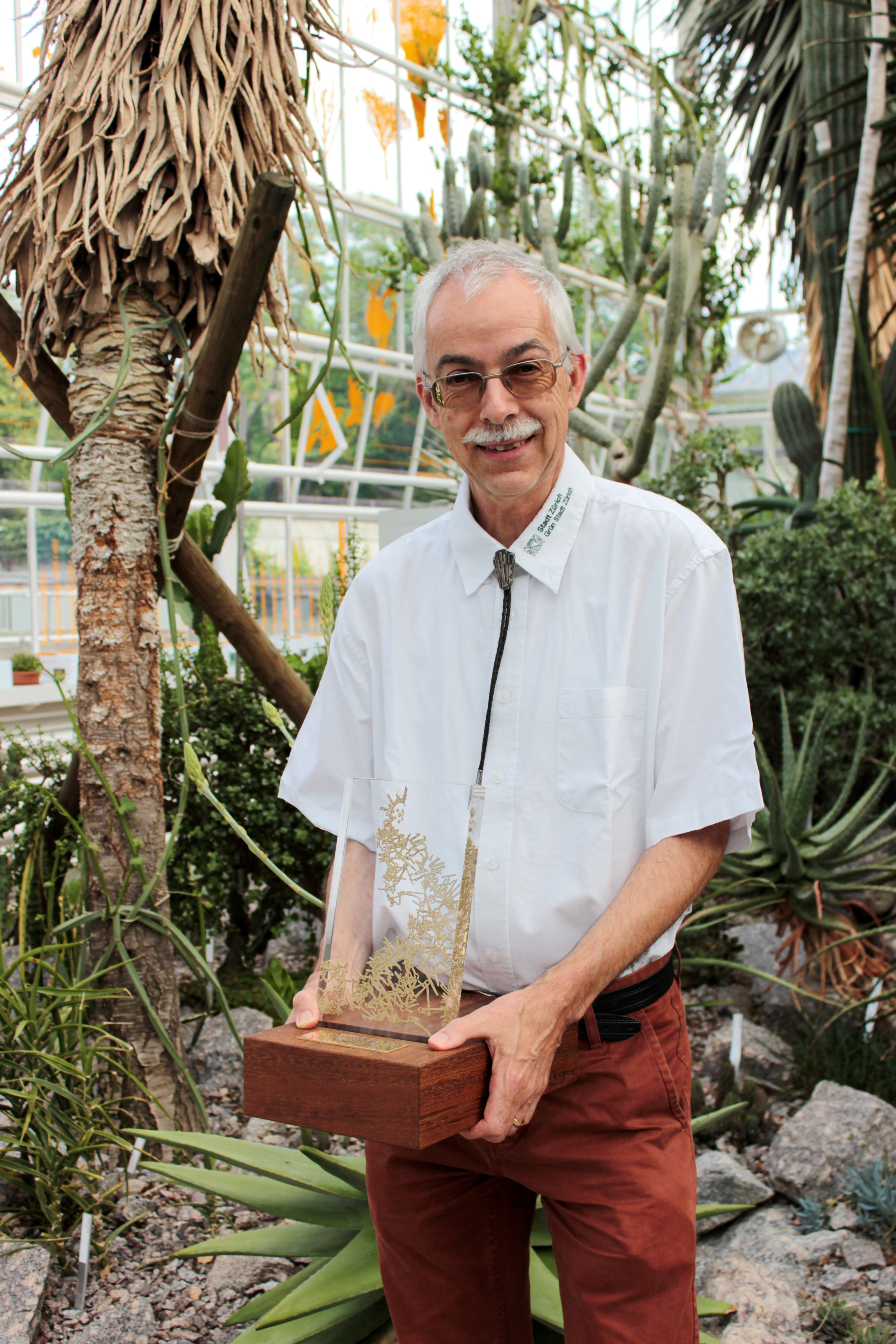
Urs Eggli mit dem Cactus d’Or (2015)

Urs Eggli (* 11. Februar 1959 bei Zürich) ist ein Schweizer Botaniker und Sachbuchautor. Er ist seit 1986 an der Sukkulenten-Sammlung Zürich, einem Fachbereich von Grün Stadt Zürich, als wissenschaftlicher Mitarbeiter tätig. Urs Eggli ist Spezialist für Kakteen und andere Sukkulenten.

## Leben
Urs Eggli schloss 1978 die Schule ab und studierte anschliessend Biologie mit dem Schwerpunkt Systematische Botanik an der Universität Zürich. 1983 beendete er das Studium mit seinem Master zum Thema The stomata of the Cactaceae. Von 1983 bis 1987 erwarb er den akademischen Grad eines Ph.D. an der Universität von Zürich unter der Leitung von Karl Urs Kramer. Die Arbeit A monographic study of the genus Rosularia (Crassulaceae), erschien als Supplement zum Jahrgang 6 (1988) von Bradleya, dem Jahrbuch der britischen Kakteen- und Sukkulentengesellschaft. Seit 1986 ist er als wissenschaftlicher Mitarbeiter bei der Sukkulenten-Sammlung Zürich beschäftigt. Er betreute die Buchreihe Illustrated Handbook of Succulent Plants (veröffentlicht 2001–2003). Seit 1984 ist er Redakteur des jährlich erscheinenden Repertorium Plantarum Succulentarum, das von der Internationalen Organisation für Sukkulentenforschung (IOS) herausgegeben wird.
Urs Eggli schreibt und schrieb zahlreiche Artikel für Zeitschriften zum Thema Sukkulenten, vor allem zur Systematik und Nomenklatur. Er betreibt aktiv Feldforschung in Argentinien, Brasilien, Chile und Uruguay. Sein besonderes Interesse gilt der Diversität der Sukkulenz und ihrer Evolution.

## Ehrungen
Urs Eggli wurde 2007 von der Cactus and Succulent Society of America zum Fellow ernannt. 2014 nominierte ihn die Internationale Organisation für Sukkulentenforschung (IOS) für den vom Fürstentum Monaco verliehenen Cactus d’Or, den er Anfang Juni 2015 im Jardin Exotique de Monaco in Empfang nehmen durfte.

## Schriften (Auswahl)
Als Buchautor
- A Type Specimen Register of Cactaceae in Swiss Herbaria. Franz Steiner, Stuttgart 1987, ISBN 3-515-05043-4.
- A monographic study of the genus Rosularia. (Crassulaceae). Supplement zu Bradleya. Band 6, 1988, ISBN 0-902099-16-7.
- Glossary of Botanical Terms with Special Reference to Succulent Plants including German equivalents. British Cactus and Succulent Society, Richmond 1993, ISBN 0-902099-22-1.
- Sukkulenten. Ulmer, Stuttgart 1994, ISBN 3-8001-6512-0; 2. Auflage ebenda 2008.
- Cactaceae of South America. The Ritter collections. Direktion des Botanischen Gartens und Botanischen Museums, Berlin-Dahlem 1995, ISBN 3-921800-40-4. - mit Mélica Muñoz-Schick und Beat Ernst Leuenberger
- The CITES checklist of succulent euphorbia taxy (Euphorbiaceae). 1. Auflage, Landwirtschaftsverlag, Münster 1997, ISBN 3-89624-609-7. - mit Susan Carter
- Etymological dictionary of succulent plant names. 1. Auflage, Springer, Berlin/Heidelberg/New York 2004, ISBN 3-540-00489-0. - mit Leonard Eric Newton

Als Artikelautor
- Living under temporarily arid conditions – succulence as an adaptive strategy. In: Bradleya. Band 27, 2009, S. 13–36 (mit Reto Nyffeler)
- Disintegrating Portulacaceae: A new familial classification of the suborder Portulacineae (Caryophyllales) based on molecular and morphological data. In: Taxon. Band 59, Nummer 1, 2010, S. 227–240 (mit Reto Nyffeler).
- An up-to-date familial and suprafamilial classification of succulent plants. In: Bradleya. Band 28, 2010, S. 125–144 (mit Reto Nyffeler).
- A farewell to dated ideas and concepts: molecular phylogenetics and a revised suprageneric classification of the family Cactaceae. In: Schumannia. Band 6, 2010, S. 109–149 (mit Reto Nyffeler; online).

Als Herausgeber
- Sukkulenten-Lexikon. Einkeimblättrige Pflanzen (Monocotyledonen). Eugen Ulmer, Stuttgart 2001, ISBN 3-8001-3662-7.
- Sukkulenten-Lexikon. Zweikeimblättrige Pflanzen (Dicotyledonen). Eugen Ulmer, Stuttgart 2002, ISBN 3-8001-3915-4.
- Sukkulenten-Lexikon. Crassulaceae (Dickblattgewächse). Eugen Ulmer, Stuttgart 2003, ISBN 3-8001-3998-7.

Als Übersetzer und Bearbeiter
- Edward F. Anderson: Das große Kakteen-Lexikon. 1. Auflage, Eugen Ulmer KG, Stuttgart 2005, ISBN 3-8001-4573-1 (2. Auflage erschienen 2011).